# Kardynałowie z nominacji Pawła V
Papież Paweł V (1605–1621) mianował 60 nowych kardynałów na 10 konsystorzach:

## 18 lipca 1605
1. Scipione Caffarelli-Borghese, siostrzeniec  papieża – kardynał prezbiter S. Crisogono (tytuł nadany 17 sierpnia 1605), następnie kardynał biskup Sabiny (20 sierpnia 1629), zm. 2 października 1633

## 11 września 1606
1. Ludovico de Torres, arcybiskup Monreale – kardynał prezbiter S. Pancrazio (tytuł nadany 19 grudnia 1606), zm. 8 lipca 1609
2. Orazio Spinola, arcybiskup Genui – kardynał prezbiter S. Biagio dell'Anello (tytuł nadany 11 stycznia 1616), zm. 24 czerwca 1616
3. Maffeo Barberini, tytularny arcybiskup Nazaretu, nuncjusz we Francji – kardynał prezbiter S. Pietro in Montorio (tytuł nadany 12 listopada 1607), następnie kardynał prezbiter S. Onofrio (5 maja 1610); od 6 sierpnia 1623 papież Urban VIII, zm. 29 lipca 1644
4. Giovanni Garzia Millini, tytularny arcybiskup Kolossów, audytor Roty Rzymskiej – kardynał prezbiter Ss. IV Coronati (tytuł nadany 7 stycznia 1608), następnie kardynał prezbiter S. Lorenzo in Lucina (14 kwietnia 1627), kardynał biskup Frascati (20 sierpnia 1629), zm. 1 października 1629
5. Bartolomeo Ferratini – kardynał prezbiter bez tytułu, zm. 1 listopada 1606
6. Bonifazio Caetani, biskup Cassano al Ionio, prefekt Romanii – kardynał prezbiter S. Pudenziana (tytuł nadany 19 listopada 1607), zm. 24 czerwca 1617
7. Marcello Lante della Rovere, audytor Kamery Apostolskiej – kardynał prezbiter Ss. Quirico e Giulitta (tytuł nadany 9 października 1606), następnie kardynał prezbiter S. Prassede (20 marca 1628), kardynał biskup Palestriny (20 sierpnia 1629), kardynał biskup Frascati (8 października 1629), kardynał biskup Porto e S. Rufina (28 marca 1639), kardynał biskup Ostia e Velletri (1 lipca 1641), zm. 19 kwietnia 1652
8. Orazio Maffei, kleryk Kamery Apostolskiej – kardynał diakon S. Giorgio in Velabro (tytuł nadany 9 października 1606), następnie kardynał prezbiter Ss. Marcellino e Pietro (7 lutego 1607), zm. 11 stycznia 1609

## 10 grudnia 1607
1. Ferenc Forgách, arcybiskup Esztergom – kardynał prezbiter bez tytułu, zm. 16 października 1615
2. François de La Rochefoucauld, biskup Clermont, nadworny kaznodzieja króla Francji – kardynał prezbiter S. Callisto (tytuł nadany 1 lutego 1610), zm. 14 lutego 1645
3. Jerónimo Xavierre OP, generał zakonu dominikanów – kardynał prezbiter bez tytułu, zm. 8 września 1608
4. Maurizio di Savoia, syn księcia Sabaudii Karola Emanuela I – kardynał diakon S. Maria Nuova (tytuł nadany 17 marca 1621), następnie kardynał diakon S. Eustachio (19 kwietnia 1621), kardynał diakon S. Maria in Via Lata (16 marca 1626); zrezygnował z godności kardynalskiej w 1642, zm. 4 października 1657
5. Ferdinando Gonzaga, syn księcia Mantui Wincentego I – kardynał diakon S. Maria in Domnica (tytuł nadany 15 lutego 1610), następnie kardynał diakon S. Maria in Portico (19 listopada 1612); zrezygnował z godności kardynalskiej 16 listopada 1615, zm. 29 października 1626

## 24 listopada 1608
Kościoły tytularne zostały nadane 10 grudnia 1608
1. Michelangelo Tonti, tytularny arcybiskup Nazaretu, datariusz papieski – kardynał prezbiter S. Bartolomeo all'Isola, następnie kardynał prezbiter S. Pietro in Vincoli (13 października 1621), zm. 21 kwietnia 1622
2. Fabrizio Veralli, biskup San Severo – kardynał prezbiter S. Agostino, zm. 17 listopada 1624
3. Giambattista Leni, biskup Mileto – kardynał prezbiter S. Sisto, następnie kardynał prezbiter S. Cecilia (5 marca 1618), zm. 3 listopada 1627
4. Lanfranco Margotti, protonotariusz apostolski, sekretarz stanu – kardynał prezbiter S. Callisto, następnie kardynał prezbiter S. Pietro in Vincoli (11 stycznia 1610), zm. 30 listopada 1611
5. Luigi Capponi, skarbnik generalny Kamery Apostolskiej – kardynał diakon S. Agata in Suburra, następnie kardynał diakon S. Angelo in Pescheria (13 stycznia 1620), kardynał prezbiter S. Carlo ai Catinari (5 maja 1621), kardynał prezbiter S. Pietro in Vincoli (2 maja 1622), kardynał prezbiter S. Lorezno in Lucina (20 sierpnia 1629), zm. 6 kwietnia 1659

## 17 sierpnia 1611
1. Decio Carafa, tytularny arcybiskup Damaszku, nuncjusz w Hiszpanii – kardynał prezbiter S. Lorenzo in Panisperna (tytuł nadany 7 maja 1612), następnie kardynał prezbiter Ss. Giovanni e Paolo (18 czerwca 1612), zm. 23 stycznia 1626
2. Domenico Rivarola, tytularny arcybiskup Nazaretu – kardynał prezbiter Ss. Silvestro e Martino (tytuł nadany 12 września 1611), zm. 3 stycznia 1627
3. Metello Bichi, biskup Sovany – kardynał prezbiter S. Alessio (tytuł nadany 12 września 1611), zm. 14 czerwca 1619
4. Jean de Bonsi, biskup Béziers – kardynał prezbiter S. Clemente (tytuł nadany 20 lipca 1615), następnie kardynał prezbiter S. Eusebio (3 marca 1621), zm. 4 lipca 1621
5. Filippo Filonardi, biskup Akwinu, wicelegat w Awinionie – kardynał prezbiter S. Maria del Popolo (tytuł nadany 9 lipca 1614), zm. 29 września 1622
6. Pier Paolo Crescenzi, audytor Kamery Apostolskiej – kardynał prezbiter Ss. Nereo ed Achilleo (tytuł nadany 12 września 1611), następnie kardynał biskup Palestriny (8 października 1629), kardynał biskup Porto e S. Rufina (1 lipca 1641), zm. 19 lutego 1645
7. Giacomo Serra, skarbnik generalny Kamery Apostolskiej – kardynał diakon S. Giorgio in Velabro (tytuł nadany 12 września 1611), następnie kardynał prezbiter S. Maria della Pace (28 września 1615), zm. 19 sierpnia 1623
8. Orazio Lancellotti – kardynał prezbiter S. Salvatore in Lauro (tytuł nadany 12 września 1611), zm. 9 grudnia 1620
9. Agostino Galamina OP, generał zakonu dominikanów – kardynał prezbiter S. Maria in Aracoeli (tytuł nadany 14 listopada 1612), zm. 6 września 1639
10. Gaspar de Borja y Velasco, kanonik kapituły w Toledo – kardynał prezbiter S. Susanna (tytuł nadany 10 grudnia 1612), następnie kardynał prezbiter S. Croce in Gerusalemme (17 października 1616), kardynał biskup Albano (15 lipca 1630), zm. 28 grudnia 1645
11. Felice Centini OFMConv, prokurator generalny zakonu franciszkanów konwentualnych – kardynał prezbiter S. Girolamo degli Schiavoni (tytuł nadany 12 września 1611), następnie kardynał prezbiter S. Lorenzo in Panisperna (12 sierpnia 1613), kardynał prezbiter S. Anastasia (3 marca 1621), kardynał biskup Sabiny (28 listopada 1633), zm. 24 stycznia 1641

## 2 grudnia 1615
1. Francesco Vendramin, patriarcha Wenecji – kardynał prezbiter S. Giovanni a Porta Latina (tytuł nadany 28 listopada 1616), zm. 7 października 1618
2. Louis III de Lorraine-Guise, arcybiskup Reims – kardynał prezbiter bez tytułu, zm. 21 czerwca 1621
3. Roberto Ubaldini, biskup Montepulciano, nuncjusz we Francji – kardynał prezbiter S. Matteo in Merulana (tytuł nadany 3 kwietnia 1617), następnie kardynał prezbiter S. Pudenziana (3 lipca 1617), kardynał prezbiter S. Alessio (17 maja 1621), kardynał prezbiter S. Prassede (20 sierpnia 1629), zm. 22 kwietnia 1635
4. Tiberio Muti, biskup Viterbo – kardynał prezbiter S. Prisca (tytuł nadany 11 stycznia 1616), zm. 14 kwietnia 1636
5. Gabriel Trejo y Paniagua, archidiakon Calatravy – kardynał prezbiter S. Pancrazio (tytuł nadany 2 czerwca 1617), następnie kardynał prezbiter S. Bartolomeo all'Isola (29 listopada 1621), zm. 2 lutego 1630
6. Baltasar Moscoso y Sandoval, dziekan kapituły w Toledo – kardynał prezbiter S. Croce in Gerusalemme (tytuł nadany 12 sierpnia 1630), zm. 17 września 1665
7. Carlo de’ Medici, brat wielkiego księcia Toskanii Kosmy II – kardynał diakon S. Maria in Domnica (tytuł nadany 18 maja 1616), następnie kardynał diakon S. Nicola in Carcere (2 października 1623), kardynał diakon S. Eustachio (17 października 1644), kardynał prezbiter S. Sisto (12 grudnia 1644), kardynał biskup Sabiny (6 marca 1645), kardynał biskup Porto e S. Rufina (29 kwietnia 1652), kardynał biskup Ostia e Velletri (23 września 1652), zm. 17 czerwca 1666
8. Vincenzo Gonzaga, bratksięcia Mantui Ferdynanda I – kardynał diakon bez tytułu; pozbawiony godności kardynalskiej 5 września 1616 z powodu zawarcia małżeństwa, w 1626 został księciem Mantui, zm. 26 grudnia 1627
9. Giulio Savelli, referendarz Obojga Sygnatur – kardynał prezbiter S. Sabina (tytuł nadany 11 stycznia 1616), następnie kardynał prezbiter S. Maria in Trastevere (10 listopada 1636), kardynał biskup Frascati (28 marca 1639, zm. 9 lipca 1644
10. Alessandro Orsini – kardynał diakon S. Maria in Cosmedin (tytuł nadany 11 stycznia 1616), zm. 22 sierpnia 1626

### Nominacjain pectore, opublikowana 9 kwietnia 1616
1. Melchior Klesl, biskup Wiednia – kardynał prezbiter S. Silvestro in Capite (tytuł nadany 20 listopada 1623), następnie kardynał prezbiter S. Maria della Pace (1 lipca 1624), zm. 18 września 1630

## 19 września 1616
1. Alessandro Ludovisi, arcybiskup Bolonii – kardynał prezbiter S. Maria in Traspontina (tytuł nadany 3 grudnia 1618); od 9 lutego 1621 papież Grzegorz XV, zm. 8 lipca 1623
2. Ladislao d’Aquino, biskup Venafro i gubernator Perugii – kardynał prezbiter S. Maria sopra Minerva (tytuł nadany 17 października 1616), zm. 12 lutego 1621
3. Ottavio Belmosto, prałat Świętej Konsulty – kardynał prezbiter S. Carlo ai Catinari (tytuł nadany 17 października 1616), zm. 16 listopada 1618
4. Pietro Campori, preceptor S. Spirito in Sassia – kardynał prezbiter S. Tommaso in Parione  (tytuł nadany 17 października 1616), zm. 4 lutego 1643
5. Matteo Priuli, szambelan papieski – kardynał diakon bez tytułu, następnie kardynał prezbiter S. Girolamo degli Schiavoni (17 października 1616), kardynał prezbiter S. Marco (23 czerwca 1621), zm. 13 marca 1624
6. Scipione Cobelluzzi, sekretarz ds. Brewe Apostolskich – kardynał diakon bez tytułu, następnie kardynał prezbiter S. Susanna  (17 października 1616), zm. 29 czerwca 1626

## 26 marca 1618
1. Henri de Gondi, biskup Paryża – kardynał prezbiter bez tytułu, zm. 14 sierpnia 1622
2. Francisco Gómez de Sandoval y Rojas, książę Lerma – kardynał prezbiter S. Sisto (tytuł nadany w marcu 1621), zm. 17 maja 1625

## 29 lipca 1619
1. Ferdynand Habsburg, Infant Hiszpanii[1] – kardynał diakon S. Maria in Portico, zm. 9 listopada 1641

## 11 stycznia 1621
1. Francesco Cennini de’ Salamandri, tytularny patriarcha Jerozolimy, biskup Amelii – kardynał prezbiter S. Marcello (tytuł nadany 19 kwietnia 1621), następnie kardynał biskup Sabiny (25 lutego 1641), kardynał biskup Porto e S. Rufina (6 marca 1645), zm. 2 października 1645
2. Guido Bentivoglio, tytularny arcybiskup Rodos, nuncjusz we Francji – kardynał prezbiter S. Giovanni a Porta Latina (tytuł nadany 17 maja 1621), następnie kardynał prezbiter S. Maria del Popolo (26 października 1622), kardynał prezbiter S. Prassede (7 maja 1635), kardynał prezbiter S. Maria in Trastevere (28 marca 1639), kardynał biskup Palestriny (1 lipca 1641), zm. 7 września 1644
3. Pietro Valier, arcybiskup Krety – kardynał prezbiter S. Salvatore in Lauro (tytuł nadany 3 marca 1621), następnie kardynał prezbiter S. Marco (18 marca 1624), zm. 5 kwietnia 1629
4. Eitel Friedrich von Hohenzollern-Sigmaringen, prepozyt Kolonii – kardynał prezbiter S. Lorenzo in Panisperna (tytuł nadany 15 grudnia 1621), zm. 19 września 1625
5. Louis de Nogaret d'Épernon de La Valette, arcybiskup Tuluzy – kardynał diakon S. Adriano (tytuł nadany 20 listopada 1623), zm. 27 września 1639
6. Giulio Roma, gubernator Perugii, referendarz Obojga Sygnatur – kardynał prezbiter S. Maria sopra Minerva (tytuł nadany 3 marca 1621), następnie kardynał prezbiter S. Prassede (28 marca 1639), kardynał biskup Frascati (13 lipca 1644), kardynał biskup Porto e S. Rufina (23 października 1645), kardynał biskup Ostia e Velletri (29 kwietnia 1652), zm. 16 września 1652
7. Cesare Gherardi, referendarz Obojga Sygnatur – kardynał prezbiter S. Pietro in Montorio (tytuł nadany 3 marca 1621), zm. 30 września 1623
8. Desiderio Scaglia OP, komisarz generalny Świętego Oficjum – kardynał prezbiter S. Clemente (tytuł nadany 3 marca 1621), następnie kardynał prezbiter Ss. XII Apostoli (9 lutego 1626), kardynał prezbiter S. Carlo al Corso (6 października 1627), zm. 21 sierpnia 1639
9. Stefano Pignatelli, protonotariusz apostolski – kardynał prezbiter S. Maria in Via (tytuł nadany 3 marca 1621), zm. 12 sierpnia 1623
10. Agostino Spinola Basadone, protonotariusz apostolski – kardynał diakon Ss. Cosma e Damiano (tytuł nadany 18 grudnia 1623), następnie kardynał prezbiter S. Bartolomeo all'Isola (24 marca 1631), zm. 12 lutego 1649